# Красный призрак (фильм, 1907)
«Красный призрак» (фр. Le spectre rouge) — немой короткометражный фильм Сегундо де Шомона совместно с Фернаном Зекка. Премьера состоялась во Франции в 1907 года (более точная дата — в США в августе 1907 года).

## Сюжет
В странном гроте глубоко в недрах Земли живёт маг-демон с лицом скелета и рогами. Шаг за шагом он выходит на поверхность и погружает в транс двух женщин. После обёртывает их в тряпки и поднимает над головой, заставляя их взорваться в пламени и исчезнуть. Их прах он собрал в кувшине…

## Художественные особенности
- Длина плёнки — 190 метров
- Формат — 35 мм